# Livoneca desterroensis
Livoneca desterroensis is een pissebed uit de familie Cymothoidae. De wetenschappelijke naam van de soort is voor het eerst geldig gepubliceerd in 2003 door Thatcher, Souza-Conceiçao & Jost.